# Cornelis Johannes van Houten
Cornelis Johannes van Houten (n. 18 februarie 1920, Haga, Olanda de Sud, Țările de Jos – d. 24 august 2002, Haga, Olanda de Sud, Țările de Jos) a fost un astronom neerlandez, uneori menționat sub numele de Kees van Houten.
Născut în Haga, și-a petrecut întreaga carieră la Universitatea din Leiden, cu excepția unei perioade scurte (1954-1956) când a fost asistent de cercetare la Observatorul Yerkes. El a primit diploma de licență în 1940, dar al Doilea Război Mondial i-a întrerupt studiile și nu a primit titlul de doctor până în 1961 (cu un proiect despre fotometria de suprafață a nebuloaselor extragalactice).
A descoperit sute de asteroizi.